# Spookdiertjes
Spookdiertjes (Tarsiidae) zijn een familie van zoogdieren uit de orde primaten (Primates). De wetenschappelijke naam van de familie werd in 1821 gepubliceerd door John Edward Gray. Van deze familie zijn veertien soorten beschreven in drie geslachten die op Sulawesi, Sumatra, Borneo en de Filipijnen leven. Er zijn nog enkele soorten waarvan nog geen naam en beschrijving is gepubliceerd. Daarnaast zijn er nog twee soorten uitsluitend als fossiel bekend.

## Uiterlijk
Spookdieren zijn kleine primaten van ongeveer 12 cm lang. Ze hebben een lange staart van ongeveer 20 à 25 cm lang. De dieren hebben een kleine snuit en zeer grote ogen. Met deze ogen kunnen zij goed zien, met name in het donker. Ook hun grote oren en gehoor zijn goed ontwikkeld. Dit geldt echter niet voor hun reukorgaan. Hun handen en voeten hebben lange vingers om goed te kunnen klimmen en grijpen. Aan de toppen van de vingers zitten kussentjes. De dieren hebben sterke achterpoten en kunnen hiermee vanuit stilstand meters ver springen.

### Ogen
Het opvallendste aan spookdiertjes zijn hun ogen. Deze ogen zijn sterk ontwikkeld en bedekken bijna het hele gezicht. De ogen zijn naar verhouding groot, omdat ze 's nachts goed moeten kunnen zien. Elk oog heeft dezelfde afmetingen als de hersenen van het dier en weegt meer dan de hersenen van het diertje. Omdat de ogen zo groot zijn, kunnen ze er niet mee draaien om naar boven, naar beneden, links en rechts te kijken. Daarom is de nek van het spookdiertje sterk ontwikkeld. De diertjes kunnen hun kop wel 180° draaien.
Spookdiertjes zijn jagers en leven in bomen, daarom staan de oogkassen aan de voorzijde van de schedel. Omdat ze naast elkaar aan de voorkant staan, kunnen ze diepte inschatten.

## Leefwijze
De dieren leven in bomen van de wouden van Azië. Het zijn nachtdieren. Hun voedsel bestaat uit insecten, spinnen, kleine reptielen en schorpioenen. Spookdiertjes zijn de enige primaten die strikt carnivoor zijn.

### Jacht
Het spookdier vangt prooien door boven op ze te springen. Meestal klemt hij het vast in zijn pootje en doodt het dier met zijn scherpe tanden, maar dikwijls gebruikt hij zijn vingers als een soort vlindernetje voor een vliegende prooi. Als hij de prooi gedood heeft brengt hij hem naar een veilige plaats. Wetenschappelijk onderzoek heeft aangetoond dat spookdiertjes onderling communiceren met ultrasone geluiden van 70 kHz tot 90 kHz. Deze frequenties zijn voor de meeste andere diersoorten en voor mensen niet waarneembaar.

### Voortplanting
Tijdens de paartijd willen spookdiertjes weleens hoog en hard piepen. De draagtijd is zes maanden, wat opvallend is voor een klein zoogdier. Er wordt één enkel jong geboren.

## Taxonomie
Op basis van morfologische kenmerken werden de spookdiertjes veelal in één geslacht met twee ondergeslachten geplaatst, waarbij enkele soorten die uitsluitend als fossiel bekend zijn buiten de ondergeslachten vielen. Het ondergeslacht Tarsius omvatte zeven soorten celebesspookdieren; het ondergeslacht Cephalopachus (westelijke spookdieren) omvatte het soendaspookdier en het Filipijns spookdier. Van enkele onbeschreven soorten (bijvoorbeeld van Noord-Celebes en van het eiland Salyer) was de positie niet bekend. In 2010 stelden Groves & Shekelle op basis van werk waarin ook genetische kenmerken waren onderzocht, een alternatieve onderverdeling van de familie Tarsiidae voor. Deze indeling wordt hier gevolgd.
Deze familie bestaat uit 3 levende geslachten met 14 soorten:
- Familie: Tarsiidae (Spookdiertjes)
  -     - Soort: Tarsius eocaenicus †
    -  Soort: Tarsius thailandicus †

  - Geslacht: Carlito (Groves & Shekelle, 2010)
    -  Soort: Carlito syrichta (Filipijns spookdier) (Linnaeus, 1758)
      - Ondersoort: Carlito syrichta carbonarius (Heude, 1898)
      - Ondersoort: Carlito syrichta fraterculus (Miller, 1911)
      -  Ondersoort: Carlito syrichta syrichta (Linnaeus, 1758)

  - Geslacht: Cephalopachus Swainson, 1835
    -  Soort: Cephalopachus bancanus (Soendaspookdier) (Horsfield, 1824)
      - Ondersoort: Cephalopachus bancanus bancanus
      - Ondersoort: Cephalopachus bancanus borneanus (D.G. Elliot, 1910)
      - Ondersoort: Cephalopachus bancanus natunensis (Chasen, 1940)
      -  Ondersoort: Cephalopachus bancanus saltator (D.G. Elliot, 1910)

  - Geslacht: Tarsius (Celebesspookdieren) Storr, 1780
    - Soort: Tarsius dentatus (Noordelijk celebesspookdier) (Miller & Hollister, 1921)
    - Soort: Tarsius fuscus Fischer, 1804
    - Soort: Tarsius lariang Merker & Groves, 2006
    - Soort: Tarsius niemitzi Shekelle et al., 2019
    - Soort: Tarsius pelengensis (Pelengspookdier) Sody, 1949
    - Soort: Tarsius pumilus (Dwergspookdier) Miller & Hollister, 1921
    - Soort: Tarsius sangirensis (Sangihespookdier) Meyer, 1897
    - Soort: Tarsius spectrumgurskyae Shekelle et al., 2017
    - Soort: Tarsius supriatnai Shekelle et al., 2017
    - Soort: Tarsius tarsier (Celebesspookdier) (Erxleben, 1777)
    - Soort: Tarsius tumpara Shekelle et al., 2008
    -  Soort: Tarsius wallacei Merker et al., 2010

  -  Geslacht: Xantorhysis †

De groep van de celebesspookdieren wordt ook wel "echte spookdiertjes" genoemd. Ze zijn de kleinsten van de familie, circa 10 cm. Hun leefgebied wordt nog niet bedreigd.
Het soendaspookdier (Cephalopachus bancanus) leeft op Sumatra en Borneo. De dieren komen op deze eilanden vrij algemeen voor.
Het Filipijns spookdier (Carlito syrichta) leeft in de Filipijnen. Het lijkt erg op het soendaspookdier, maar het is meer grijsachtig van kleur en heeft een pluimpje aan het einde van de staart. Deze soort heeft twee paar tepels, terwijl alle andere er drie paar hebben.
Colin Groves en Myron Shekelle (2010) betogen dat Carlito en Cephalopachus nauwer aan elkaar verwant zijn dan aan Tarsius. Moleculaire data suggereren dat die eerste twee tussen de 5,6 en 30,8 miljoen jaar geleden zijn gescheiden, dus uiterlijk in het Mioceen, mogelijk in het Eoceen.